# Gullhögtjärnen
Gullhögtjärnen är en sjö i Härjedalens kommun i Härjedalen och ingår i Ljusnans huvudavrinningsområde. Sjön har en area på 0,0578 kvadratkilometer och ligger 379,2 meter över havet.

## Delavrinningsområde
Gullhögtjärnen ingår i det delavrinningsområde (689775-141361) som SMHI kallar för Ovan 689646-141186. Medelhöjden är 388 meter över havet och ytan är 15,95 kvadratkilometer. Räknas de 39 avrinningsområdena uppströms in blir den ackumulerade arean 858,42 kvadratkilometer. Veman (Sör-Veman) som avvattnar avrinningsområdet har biflödesordning 2, vilket innebär att vattnet flödar genom totalt 2 vattendrag innan det når havet efter 267 kilometer. Avrinningsområdet består mestadels av skog (48 procent) och sankmarker (49 procent). Avrinningsområdet har 0,06 kvadratkilometer vattenytor vilket ger det en sjöprocent på 0,4 procent.